# Jocquella leopoldi
Jocquella leopoldi is een spinnensoort in de taxonomische indeling van de Telemidae.
Het dier behoort tot het geslacht Jocquella. De wetenschappelijke naam van de soort werd voor het eerst geldig gepubliceerd in 1980 door L. Baert.